# 2MASS J05325346+8246465
Désignations
2MASS J05325346+8246465, en abrégé 2MASS 0532+8246, est une naine brune de la Girafe, située à ∼ 80,1 a.l. (∼ 24,6 pc) de la Terre.